# 董爾丹
董 爾丹（とう じたん、1959年3月 - ）は、中華人民共和国の医学者。中国工程院院士。

## 経歴
大学入試を回復した後、董爾丹は内モンゴル医学院（現在の内モンゴル医科大学）に入学した。1983年を卒業。1994年北京大学医学部にて博士（医学）号を取得。その後、アメリカ合衆国に渡り、1995年よロチェスター大学にて医学部の博士研究員となった。2017年、北京大学第三医院に入局。

## 栄典
- 2019年11月22日、中国工程院院士[3]。